# Champsac
Champsac is een gemeente in het Franse departement Haute-Vienne (regio Nouvelle-Aquitaine) en telt 550 inwoners (1999). De plaats maakt deel uit van het arrondissement Rochechouart.

## Geografie
De oppervlakte van Champsac bedraagt 23,6 km², de bevolkingsdichtheid is 23,3 inwoners per km².
De onderstaande kaart toont de ligging van Champsac met de belangrijkste infrastructuur en aangrenzende gemeenten.

## Demografie
Onderstaande figuur toont het verloop van het inwonertal (bron: INSEE-tellingen).